# Klaus Schöpsdau
Klaus Schöpsdau (* 2. November 1940 in St. Ingbert; † 28. Oktober 2016 ebenda) war ein deutscher Altphilologe.
Klaus Schöpsdau studierte Klassische Philologie an der Universität des Saarlandes, wo er 1969 mit der Dissertation Antike Vorstellungen von der Geschichte der griechischen Rhetorik promoviert wurde. Ab 1970 arbeitete er als Akademischer Rat (später Oberrat, außerplanmäßiger Professor) an der Universität des Saarlandes, wo er sich 2001 habilitierte. Im März 2006 trat er in den Ruhestand.
Klaus Schöpsdau war Spezialist für die griechisch-römische Rhetorik und Philosophie. Für die Reihe Platon: Werke. Übersetzung und Kommentar verfasste er eine Übersetzung samt Kommentar von Platons Dialog Nomoi.

## Veröffentlichungen (Auswahl)
- Antike Vorstellungen von der Geschichte der griechischen Rhetorik. Dissertation Saarbrücken 1969.